# Кусанагі-но цуругі
Кусанагі-но цуругі (яп. 草薙剣, "Меч, що скошує траву", Аме-но муракумо-но цуругі (яп. 天叢雲剣, "небесний меч зі скупчених хмар")) — міфічний японський меч типу цуругі, що фігурує у багатьох легендах. Є одним з символів влади японських імператорів.

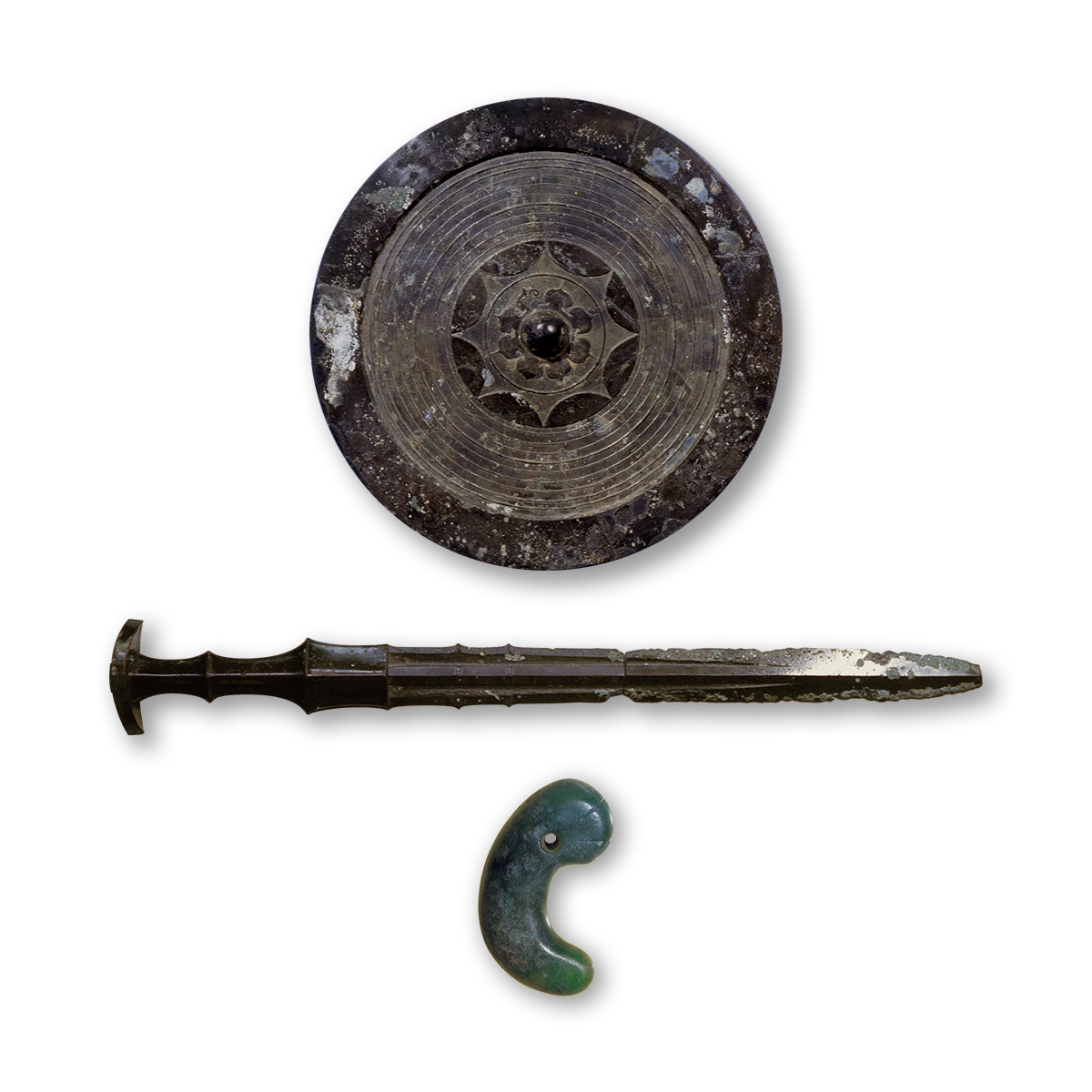
Імператорські регалії в уявленні художника

Згідно з легендою, Кусанагі-но цуругі був знайдений богом Сусаноо в тілі убитого ним жахливого восьмиголового змія Ямата-но ороті — коли Сусаноо розітнув труп змія своїм мечем Тоцука-но цуруґі, то в одному з хвостів виявив меч Кусанагі, і подарував його сестрі, богині сонця Аматерасу на знак примирення. Пізніше цей меч був переданий її нащадкові Нінігі-но Мікото, а від нього — принцові Хіко-Хоходемі, відомішому як Дзімму, що став першим імператором Японії. Можливо був втрачений (потонув у морській битві) під час війни Гемпей, і замінений на копію.